# Banca dei coralli
La Banca dei coralli è una struttura che permette la conservazione dello sperma di corallo tramite il congelamento dello stesso al fine di rendere possibile il ripopolamento della barriera corallina nel caso in cui, negli anni a venire, si dovesse verificare la scomparsa della biodiversità di quest'ultima (tale struttura è stata sviluppata dai ricercatori dell'Australian Institute of Marine Science e dello Smithsonian Institute).

## Metodo di conservazione
Per prima cosa gli scienziati inseriscono nella cellula uno speciale neuroprotettore e una proteina per poi procedere con il lento congelamento dello sperma all'interno di alcune "vasche" di azoto liquido necessario per permetterne la corretta conservazione nel tempo.
Lo sperma perciò è in grado di rimanere congelato anche per secoli prima di essere utilizzato.

## Obiettivo
L'obiettivo dei ricercatori è quello di superare i cambiamenti climatici impedendo la scomparsa di molte specie di coralli e di pesci che da tempo sono messi a dura prova dal riscaldamento globale rendendo possibile la rinascita di tutte le specie che negli anni a venire non esisteranno più.